# Augustin Galtier
Jean-François-Auguste Galtier, né le 26 juillet 1799 à Brousse-le-Château (Aveyron), mort le 29 juin 1858 à Pamiers, est un ecclésiastique français, évêque de Pamiers de 1856 à 1858.

## Biographie
Ordonné pour le diocèse de Rodez le 18 décembre 1824, l'abbé Galtier fut successivement vicaire à Saint-Amans, professeur de philosophie au collège de Villefranche-de-Rouergue, puis aumônier du collège royal de Rodez. Il rejoint par la suite son compatriote aveyronnais Jean-François de Saunhac-Belcastel, évêque de Perpignan, pour diriger le grand séminaire puis le seconder comme vicaire général.
Nommé évêque de Pamiers par décret impérial du 3 mai 1856, préconisé le 16 juin suivant, il est sacré le 10 août en la cathédrale Saint-Étienne de Toulouse par Jean-Marie Mioland, archevêque de Toulouse, assisté de Henri de Bonnechose, alors évêque d'Évreux, et Philippe Gerbet, successeur de Jean-François de Saunhac-Belcastel à l'évêché de Perpignan.
Auteur de sept mandements et lettres pastorales, son épiscopat éclair lui permet à peine d'accomplir la visite pastorale des paroisses de son diocèse. Il décède en son évêché le 29 juin 1858 et est enterré dans la cathédrale Saint-Antonin de Pamiers.

## Armes
Taillé : d'or à la croix de consécration de gueules et d'azur à l'agneau passant et contourné d'argent, la tête détournée avec son nimbe crucifère du même.